# Liste der denkmalgeschützten Objekte in Roßleithen
Die Liste der denkmalgeschützten Objekte in Roßleithen enthält die 5 denkmalgeschützten, unbeweglichen Objekte der Gemeinde Roßleithen im Bezirk Kirchdorf (Oberösterreich).

## Denkmäler
| Foto |                 | Denkmal                                                                                   | Standort                               | Beschreibung | Metadaten |
| ---- | --------------- | ----------------------------------------------------------------------------------------- | -------------------------------------- | --- | --- |
| ja   | Datei hochladen | Villa Sonnwend HERIS-ID: 18697 Objekt-ID: 14991                                           | Mayrwinkl 80 Standort KG: Rading       | 1907/08 erbaute Jugendstil-Villa | BDA-Hist.: Q37845626 Status: Bescheid Stand der BDA-Liste: 2025-06-30 Name: Villa Sonnwend GstNr.: .124 Villa Sonnwend                                                                 |
| ja   | Datei hochladen | Wohnhaus, Forsthaus, Jaeger in Rettenbach HERIS-ID: 86326 Objekt-ID: 100616               | Rading 171 Standort KG: Rading         | | BDA-Hist.: Q37715384 Status: § 2a Stand der BDA-Liste: 2025-06-30 Name: Wohnhaus, Forsthaus, Jaeger in Rettenbach GstNr.: .62                                                          |
| ja   | Datei hochladen | Jagdhütte Bärnriedlau samt Ausstattung und Einrichtung HERIS-ID: 110597 Objekt-ID: 128305 | Rading 180 Standort KG: Rading         | Die Jagdhütte in der Bärnriedlau ist über 300 Jahre alt und nicht zuletzt auf Grund ihrer Geschichte ein kulturhistorisches Objekt. Sie gehörte zur Herrschaft Lamberg und wurde mehr als 200 Jahre lang nur von der Familie Lamberg und ihren Gästen genutzt. Erst ab 1900 wurde das Jagdrevier auch verpachtet. Der bekannteste Pächter war Franz Ferdinand von Österreich-Este. Er veranlasste die Renovierung der alten Jagdhütte und ließ ein Netz von Reitwegen anlegen. 1956 ging die Hütte in den Besitz der Österreichischen Bundesforste AG über. Das unter Denkmalschutz stehende Gebäude wird seit Herbst 2012 renoviert und umgebaut. Sie ist ein Stützpunkt für das Wildtiermanagement des Nationalparks Kalkalpen. | BDA-Hist.: Q37819733 Status: Bescheid Stand der BDA-Liste: 2025-06-30 Name: Jagdhütte Bärnriedlau samt Ausstattung und Einrichtung GstNr.: 544/3 Jagdhütte Bärnriedlau, Sengsengebirge |
| ja   | Datei hochladen | Villa Schröckenfux HERIS-ID: 45535 Objekt-ID: 46903                                       | Roßleithen 31 Standort KG: Rossleithen | Die Villa Schröckenfux wurde 1900 durch den Baumeister Johann Kreipl aus Linz errichtet. | BDA-Hist.: Q38016616 Status: Bescheid Stand der BDA-Liste: 2025-06-30 Name: Villa Schröckenfux GstNr.: 842/19 Villa Schröckenfux, Roßleithen                                           |
| ja   | Datei hochladen | Bildstock HERIS-ID: 86540 Objekt-ID: 100849                                               | bei Pichl 90 Standort KG: Pichl        | | BDA-Hist.: Q37715842 Status: § 2a Stand der BDA-Liste: 2025-06-30 Name: Bildstock GstNr.: 205/4                                                                                        |